# محمد خاکپور
محمد خاکپور (زادهٔ ۱ اسفند ۱۳۴۷ در نازی‌آباد) بازیکن فوتبال پیشین و سرمربی سابق تیم ملی فوتبال امید ایران است. وی در ۵۰ بازی برای تیم ملی فوتبال ایران به میدان رفت.

## تیم ملی
خاکپور به همراه تیم ملی ایران در جام جهانی ۱۹۹۸ حاضر بود و در بازی‌های جام ملت‌های آسیا ۱۹۹۶ و مسابقات مقدماتی جام جهانی ۱۹۹۸ کاپیتان تیم‌ملی بود.
او در نیمه نهایی جام ملت‌های آسیا ۱۹۹۶ برابر تیم ملی فوتبال عربستان سعودی پنالتی خود را از دست داد و نهایتاً ایران از صعود به فینال رقابت‌ها بازماند.

## باشگاه‌ها
خاکپور بیشتر در پست دفاع میانی بازی می‌کرد و در تیم‌های مختلفی همچون شاهین تهران، پاس تهران، پرسپولیس تهران، بهمن کرج، وان اف سی ترکیه، گیلانگ سنگاپور و باشگاه فوتبال پتروشیمی تبریزبازی کرده است.

## خروج از ایران
محمد خاکپور از سال ۲۰۰۰ در کالیفرنیا ساکن شده و با تأسیس باشگاه فوتبالی به نام خود به مربیگری می‌پردازد. او دارای مدرک A مربیگری آمریکا نیز هست و در سال ۱۳۸۵ مدتی کمک محمد مایلی‌کهن در تیم فوتبال فولاد خوزستان شد.